# Кирилл (Начис)
Архимандрит Кирилл (в миру Леонид Владимирович Начис; 9 января 1920, Грива, Иллукстский уезд, Курляндская губерния — 10 марта 2008, Санкт-Петербург) — архимандрит Русской православной церкви.

## Биография
Родился 9 января 1920 года в городе Грива, пригороде Двинска (ныне Даугавпилс) бывшего Иллукстского уезда Курляндской губернии (с 1920 г. — Латвия) в семье подрядчика по строительству. Брат священника Иакова Начиса.
Окончил Основную русскую школу и Двинскую правительственную русскую гимназию (1933—1938), помогал священнику Николаю Жунде и брату, священнику Иакову Начису за богослужениями.
Участвовал в собраниях и кружках Двинского отделения РСХД, принимал участие в съезде РСХД в Эстонии (1938).
В 1938 году поступил в Латвийский университет, на православное отделение богословского факультета, где учился до 1940 года.
В 1940—1941 годы учительствовал в Салиенской школе Иллукстского уезда.
С 1942 по 1944 год служил псаломщиком в составе Псковской духовной миссии на оккупированной территории СССР при брате, протоиерее Иакове Начисе на приходах в с. Выбор Новоржевского района, Псковском кафедральном Свято-Троицком соборе, Свято-Ольгинской церкви в Луге, с осени 1943 года — в градском приходе Порхова.
В феврале 1944 года вместе с братом и другими латвийскими миссионерами эвакуирован в Ригу, с марта 1944 года служил псаломщиком в Свято-Троицком соборе в Либаве (Лиепае), где священствовал отец Иаков.
В декабре 1944 года в числе многих жителей Латвии был вывезен из Курляндии в Германию, где помещен в лагерь в Кёнигсберге. После взятия города в апреле 1945 года Советской армией заключён в советский лагерь в Кёнигсберге, затем перевезен в тюрьму город Тапиау (Восточная Пруссия), позже — в Рязанский лагерь (ст. Пехлец), затем в Грозненский лагерь.
Освобождён в апреле 1946 года. В Латвию вернулся в феврале 1947 года, работал в Даугавпилсе на предприятии «Хлебострой», затем на судостроительной верфи в Риге.
10 октября 1950 года в Риге вновь арестован, перевезён в Ленинград. В заключении в Кирове, затем в Инте (Коми АССР, 1951—1955).
После освобождения 15 октября 1955 года приехал к брату протоиерею Иакову, служившему священником в с. Кочпон, в окрестностях Сыктывкара (Коми АССР).
В 1956 году поступил в Ленинградскую духовную семинарию.
В 1957 году реабилитирован.
14 декабря 1958 году в Свято-Троицком соборе Свято-Троицкой Александро-Невской лавры посвящён во диакона.
25 января 1959 года в храме Смоленской иконы Божией Матери рукоположён во священника.
20 июля 1960 году пострижен в рясофор в Виленском Свято-Духовом монастыре.
В 1963 году окончил Ленинградскую духовную академию со степенью кандидата богословия за сочинение «Русско-сербские церковные отношения в XVIII—XIX вв». Был оставлен при Академии профессорским стипендиатом.
В 1963—1965 годы — преподаватель церковной истории и древнееврейского языка в Санкт-Петербургских Духовных школах, автор ряда богословских статей.
В 1965 году пострижен в мантию с именем Кирилл в честь святителя Кирилла Александрийского. В том же году возведён в сан игумена.
С 1965 по 1968 год служил настоятелем храма Воскресения Христова в селе Петрова Горка Лужского района, где несмотря на сопротивление властей, занимался восстановлением активной приходской жизни, реставрировал обветшавший храм. В последующие годы служил в ряде приходов Санкт-Петербургской епархии.
С 21 февраля 1973 года до 31 октября 1974 года — настоятель Собора св. апостола Павла в Гатчине.
С ноября 1974 по 1976 год — настоятель Спасо-Преображенского собора в Выборге.
В 1976 году возведён в сан архимандрита.
В 1976—1989 годы — настоятель Покровской церкви в Егерской слободе под Ленинградом.
15 июля 1988 года был назначен духовником Ленинградских духовных школ и Ленинградской Духовной Академии.
15 ноября 1990 года был назначен духовником епархии.
В 1994 году стал первым наместником возрождённой Александро-Невской лавры в Санкт-Петербурге.
В 1996 году в связи с состоянием здоровья попросил освободить его от этой должности, но продолжал быть духовником Санкт-Петербургской духовной академии и семинарии и жил в академии.
В последние годы жил на покое при Воскресенском Новодевичьем монастыре Санкт-Петербургской епархии.
Скончался 10 марта 2008 года в Воскресенском Новодевичьем монастыре. Похоронен на кладбище Воскресенского Новодевичьего монастыря. Отпевание совершил ректор Санкт-Петербургских духовных школ архиепископ Тихвинский Константин (Горянов) в сопровождении сонма духовенства. Погребён у западной стены Казанского храма.

## Публикации
- Введение во храм Пресвятой Богородицы // Журнал Московской Патриархии. 1961. — № 11. — С. 55-56.
- Шведская Церковь и экуменические движение // Журнал Московской Патриархии. 1964. — № 8. — С. 63-68.
- Проповедь в Неделю свв. жен-мироносиц // Журнал Московской Патриархии. 1965. — № 5. — С. 18-19.
- Народ жаждал молиться, жажда покаяния… (Служение в приходах Северо-Запада в годы войны) // Санкт-Петербургские епархиальные ведомости. 2002. — Вып. 26/27. — С. 192—203
- Сохраним лучшее наших отцов : жизнеописание / [ред.-сост. О. Т. Ковалевская]. — Санкт-Петербург : Первоцвет, 2006. — 203 с. — ISBN 5-87507-269-5